# Хуліо Сезар Чавес-молодший
Хуліо Сезар Чавес-молодший (ісп. Julio César Chávez Carrasco Jr.; 16 лютого 1986, Кульякан, Сіналоа, Мексика) — мексиканський боксер-професіонал, чемпіон світу за версією WBC (2011 — 2012) у середній вазі. Син легендарного боксера Хуліо Сезара Чавеса.

## Професійна кар'єра

### Чавес проти Мартінеса
15 вересня 2012 року відбувся бій за титули чемпіона WBC та The Ring у середній вазі. Суперником мексиканця був іменитий аргентинський боксер Серхіо Габріель Мартінес. Вважалося, що бій буде конкурентним, однак насправді Мартінес просто знищив свого конкурента. Захист Чавеса тріщав по швах від великої кількості різноманітних ударів аргентинця. Вибравши захисний стиль, Чавес міг розраховувати лише на помилку суперника. Вона і сталася в 12 раунді. За півтори хвилини до кінця зустрічі Мартінес пропустив сильний боковий удар, що доповнився ще декількома точними влучаннями. Аргентинський боєць опинився в нокдауні, але він встиг відновитися та продовжити бій. Загалом перемога аргентинця не піддавалася сумнівам. Судді одностайним рішенням віддали йому перемогу: 118—109; 118—109; 117—110. Хуліо Сезар Чавес-молодший зазнав першої поразки в кар'єрі,. За цей бій він отримав 3 мільйона доларів, а його противник 1,4.